# گراهام بارنت (بازیکن فوتبال)
گراهام بارنت (انگلیسی: Graham Barnett; ۱۷ مهٔ ۱۹۳۶ – ۲۴ ژوئن ۲۰۱۹) بازیکن فوتبال اهل بریتانیا بود.
از باشگاه‌هایی که در آن بازی کرده‌است می‌توان به باشگاه فوتبال پورت ویل و باشگاه فوتبال ترانمره راورز اشاره کرد.
وی همچنین در تیم ملی فوتبال استرالیا B بازی کرده‌است.